# Demain Président
Demain Président est un magazine politique français, créé en 2017, diffusé quotidiennement du 10 au 20 avril 2017 à 20 h 20 sur TF1 et présenté par Anne-Claire Coudray et Gilles Bouleau.

## Principe de l'émission
Demain Président est une émission qui a été créée dans le cadre de l'élection présidentielle française de 2017 et qui a pour but d'interroger l'ensemble candidats sur leur projet présidentiel. À partir du lundi 10 avril, en période d'égalité du temps de parole, Anne-Claire Coudray et Gilles Bouleau reçoivent successivement chacun des onze candidats. Le candidat, installé à la place du présentateur du JT et projeté virtuellement dans le bureau de l'Elysée, répondra en direct aux questions du duo de journalistes.
Pour chaque candidat, trois séquences sont intégrés dans l'interview :
- un portrait réalisé par Christophe Jakubyszyn sur le parcours du candidat et les rencontres clés qui ont pu le marquer ;
- un sujet sur la France de 2022 selon le candidat ;
- une séquence où le candidat devra répondre à une ou deux questions posées par des Français[1].

## Liste des émissions
| No | Date de diffusion | Invité(e) | Invité(e) | Invité(e)             | Audiences       | Audiences | Réf.  |
| No | Date de diffusion | Parti     | Parti     | Nom                   | Téléspectateurs | PDM       | Réf.  |
| -- | ----------------- | --------- | --------- | --------------------- | --------------- | --------- | ----- |
| 1  | 10 avril 2017     |           | SP        | Jacques Cheminade     | 4 850 000       | 20,8 %    | [ 2 ] |
| 2  | 11 avril 2017     |           | UPR       | François Asselineau   | 4 760 000       | 20,4 %    | [ 3 ] |
| 3  | 12 avril 2017     |           | PS        | Benoît Hamon          | 4 330 000       | 19,3 %    | [ 4 ] |
| 4  | 13 avril 2017     |           | LO        | Nathalie Arthaud      | 4 440 000       | 20,7 %    | [ 5 ] |
| 5  | 14 avril 2017     |           | FI        | Jean-Luc Mélenchon    | 4 663 000       | 22,5 %    | [ 6 ] |
| 6  | 15 avril 2017     |           | NPA       | Philippe Poutou       | 4 744 000       | 25,2 %    | [ 6 ] |
| 7  | 16 avril 2017     |           | DLF       | Nicolas Dupont-Aignan | 4 405 000       | 22,6 %    | [ 6 ] |
| 8  | 17 avril 2017     |           | EM        | Emmanuel Macron       | 5 917 000       | 25,1 %    | [ 7 ] |
| 9  | 18 avril 2017     |           | FN        | Marine Le Pen         | 5 695 000       | 24 %      | [ 8 ] |
| 10 | 19 avril 2017     |           | LR        | François Fillon       | 5 473 000       | 23 %      | [ 6 ] |
| 11 | 20 avril 2017     |           | RES       | Jean Lassalle         | 5 230 000       | 22 %      | [ 9 ] |

## Questions récurrentes
Le duo de journalistes a choisi de poser certaines questions à l'ensemble des candidats :
- Vous président, quel serait votre premier geste symbolique ?
- Faut-il légaliser le cannabis ?
- Faut-il reconnaître le vote blanc ?
- Faut-il aller plus loin sur la question de l'euthanasie et légaliser le suicide assisté ?
- Faut-il interdire les signes religieux ostentatoires dans l'espace public ?
- Quelle est votre principale qualité pour la fonction de président de la République ? Et quel est votre point faible ?
- Si vous êtes élu président de la République, habiterez-vous dans le Palais de l'Élysée ?

### Réponses
| No | Invité(e) | Invité(e) | Invité(e)             | Questions | Questions                                                                            | Questions                    | Questions                                                                                        | Questions                                       | Questions                                  | Questions                                                                       | Questions           |
| No | Parti     | Parti     | Nom                   | Premier geste symbolique | Légalisation du cannabis                                                             | Reconnaissance du vote blanc | Légalisation de l'euthanasie                                                                     | Interdiction des signes religieux ostentatoires | Qualité                                    | Point faible                                                                    | Logement à l'Elysée |
| -- | --------- | --------- | --------------------- | --- | ------------------------------------------------------------------------------------ | ---------------------------- | ------------------------------------------------------------------------------------------------ | ----------------------------------------------- | ------------------------------------------ | ------------------------------------------------------------------------------- | ------------------- |
| 1  |           | SP        | Jacques Cheminade     | Séparation des banques de dépôt et des banques d'affaires                                                                                           | Non                                                                                  | Oui                          | Non                                                                                              | Non                                             | La ténacité                                | La naïveté                                                                      | Oui                 |
| 2  |           | UPR       | François Asselineau   | Retrait du drapeau européen au côté du drapeau français                                                                                             | Choix des Français par référendum                                                    | Oui                          | Choix des Français par référendum                                                                | Non                                             | L'expérience                               | La franchise                                                                    | Oui                 |
| 3  |           | PS        | Benoît Hamon          | Ajout de la laïcité dans la devise républicaine Liberté, Égalité, Fraternité                                                                        | Oui                                                                                  | Oui                          | Oui                                                                                              | Non                                             | La volonté                                 | La dureté                                                                       | Oui                 |
| 4  |           | LO        | Nathalie Arthaud      | Accès libre et gratuit à l'Élysée pour les Français                                                                                                 | Dépénalisation du cannabis                                                           | Oui                          | Oui                                                                                              | Non                                             | L'engagement au côté des travailleurs      | « Je ne suis pas très commode à vivre au quotidien »                            | Non                 |
| 5  |           | FI        | Jean-Luc Mélenchon    | Mobilisation populaire pour mettre fin à la campagne électorale                                                                                     | Oui                                                                                  | Oui                          | Oui                                                                                              | Non                                             | -                                          | La gourmandise                                                                  | Non                 |
| 6  |           | NPA       | Philippe Poutou       | Suppression du défilé militaire du 14 Juillet | Oui                                                                                  | Oui                          | Oui                                                                                              | Non                                             | Le NPA est un parti qui « ne lâche rien ». | Le NPA est un petit parti politique.                                            | Non                 |
| 7  |           | DLF       | Nicolas Dupont-Aignan | Imposition du casier judiciaire vierge pour tout candidat à une élection                                                                            | Non                                                                                  | Oui                          | Non                                                                                              | Non                                             | Le courage                                 | La franchise                                                                    | -                   |
| 8  |           | EM        | Emmanuel Macron       | - | Non                                                                                  | Non                          | « C'est un sujet éminemment sensible et on ne peut pas l'aborder simplement par oui ou par non » | Non                                             | L'engagement L'opiniâtreté                 | L'entêtement                                                                    | -                   |
| 9  |           | FN        | Marine Le Pen         | Retrait du drapeau européen au côté du drapeau français                                                                                             | Non                                                                                  | Non                          | Non                                                                                              | Oui                                             | Le courage                                 | « Je n'ai pas beaucoup de copains journalistes »                                | Non                 |
| 10 |           | LR        | François Fillon       | Installation d'une commission composée des trois plus hauts magistrats de France pour faire des propositions sur la transparence de la vie publique | Non                                                                                  | Non                          | Non                                                                                              | Non                                             | L'expérience Le sang-froid                 | L'orgueil La gourmandise                                                        | Oui                 |
| 11 |           | RES       | Jean Lassalle         | Retrait des troupes françaises au Proche-Orient et au Mali                                                                                          | Création d'un Conseil national de la résistance pour juger des questions sociétales. | Oui                          | Création d'un Conseil national de la résistance pour juger des questions sociétales.             | Oui                                             | « Je tiens mes engagements »               | « On ne comprend pas toujours pourquoi je prends mes mandats tellement à cœur » | -                   |